# Keeshond
Keeshond é uma raça canina oriunda da Alemanha. É uma variedade de Spitz alemão, juntamente com o Lulu da Pomerânia e demais tipos. Muito antiga, é uma das poucas raças que, através da história, sempre foi criada como cão vigia (Watch dog).
O fato deles não terem sido criados para caçar, matar animais, atacar ou perseguir criminosos, explica-se por sua docilidade e devoção a seus donos como um cão caseiro, com especial afeição por crianças, característica pela qual ele é reconhecido.

## Origem
O Keeshond é descendente dos mesmos ancestrais dos quais evoluíram raças como os Samoiedas, Huskys, Elkhounds, e os Lulus da Pomerânia. Aparentemente, vieram para a Europa com antigos viajantes do Norte, há muitos séculos.
Nos séculos XVII e XVIII, eles foram muito usados como cães de guarda em fazendas, barcaças e grandes barcos nos rios. Eram conhecidos na Alemanha, França, Itália e Holanda com nomes diversos. Porém, na Holanda do século XVIII, surgiu dentre a classe média um grupo de resistência que se opunha ao poder reinante. O líder desse movimento tinha um cão chamado "Kees" que passou a ser o símbolo da coragem do novo partido. O cão alcançou uma grande popularidade naquele país, e a raça passou a ser conhecida como "Keeshond" por toda a Europa, e tornou-se o cão nacional da Holanda.

## Temperamento
É um cão forte, cordial e inteligente. Conhecido por sua docilidade e atenção para com o dono e a família. Demonstra muita afeição por crianças. É obediente, ativo e sociável. É muito enérgico e precisa de um grande quintal ou caminhadas diárias, principalmente enquanto filhote. O Keeshond sempre procura avisar sobre a aproximação de pessoas estranhas à família, sendo um ótimo cão de vigia/alerta.

## Características
É um cão de porte pequeno-médio. Na Europa são admitidos cinco tamanhos de Spitzs e várias colorações. Nos Estados Unidos, apenas um tamanho e a cor cinza. Sua coloração mescla cinza, preto e creme. Pelagem longa e muito espessa. Focinho escuro, pelagem das patas, pescoço e cauda são mais claras. Olhos castanho-escuros.Alguns cuidados com a pelagem são necessários para mantê-lo limpo e bonito. Recomenda-se escovação semanal e banhos, pelo menos, bimestrais.